# لتمر (میسیسیپی)
لتمر (به انگلیسی: Latimer) مکانی در ایالت میسیسیپی کشور ایالات متحده آمریکا است که جمعیت آن در سرشماری سال ۲۰۱۰ میلادی، ۶٬۰۷۹
نفر بوده‌است.